# Elena (Stadt)

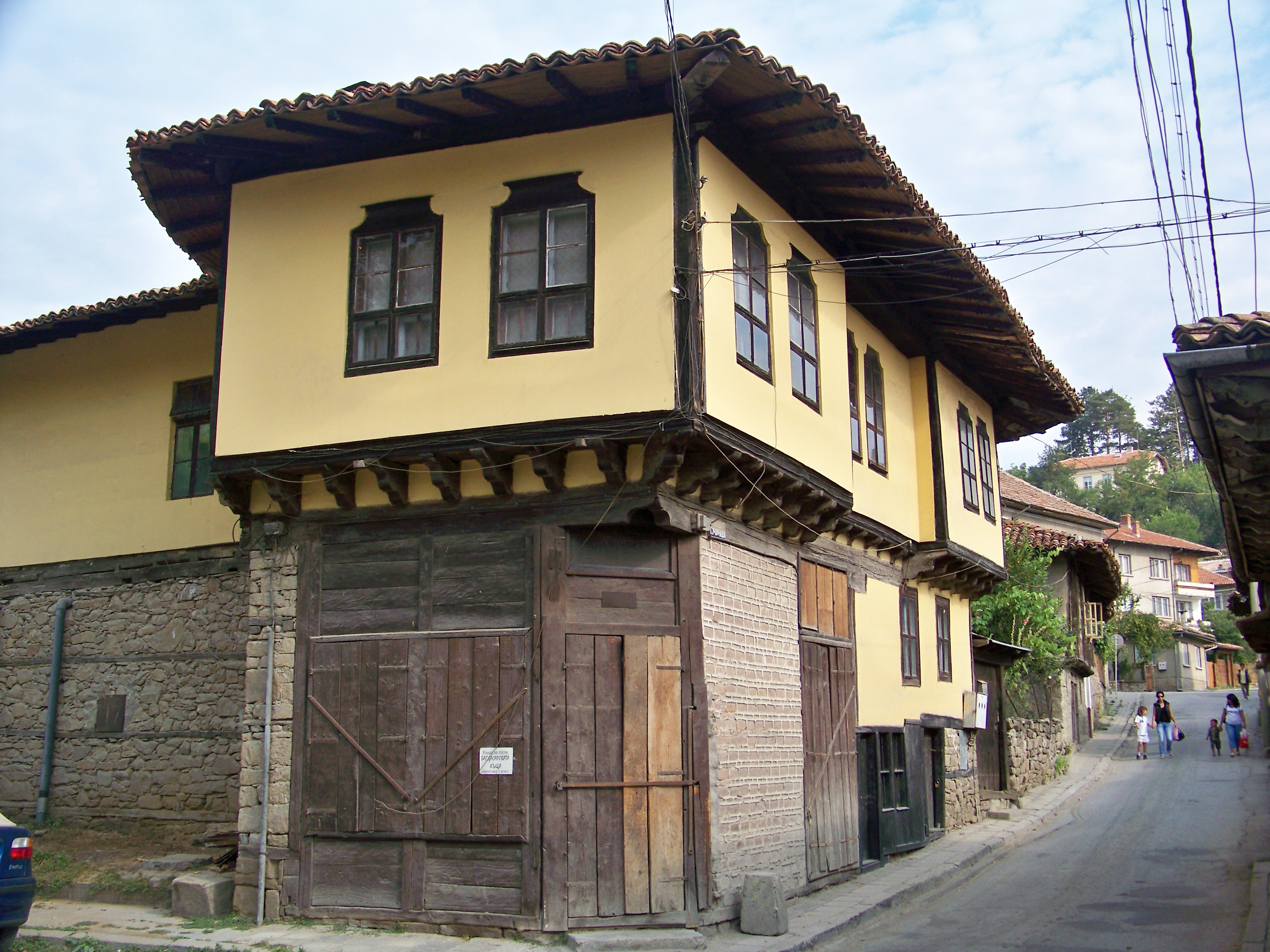
Wohnhaus in der Altstadt

Elena [ɛˈlɛnɐ] (bulgarisch Елена) ist eine Stadt in Mittelbulgarien in der Oblast Weliko Tarnowo (Verwaltungsbezirk Weliko Tarnowo). Sie liegt am Fuß des Balkangebirges (Stara planina).

## Geographie
Nachbarorte sind: Weliko Tarnowo, Kotel, Sliwen, Jambol, Elchowo, Nowa Sagora, Stara Sagora, Kasanlak, Gabrowo, Gorna Orjachowiza, Lewski, Bjala, Rasgrad, Popowo und Targowischte.

## Geschichte
Während der osmanischen Herrschaft in Bulgarien versteckten sich in Elena viele Freiheitskämpfer wie z. B. Wassil Lewski.
Im Russisch-Osmanischen Krieg (1877–1878) tobte hier die Schlacht von Elena.
Die Stadt ist Namensgeber für den Elena Peak, einen Berg auf der Livingston-Insel in der Antarktis.

## Sehenswürdigkeiten
Die Stadt hat bis heute ihr Aussehen aus dem 18./19. Jahrhundert erhalten, rund 130 Bauten aus dieser Zeit stehen unter Denkmalschutz. Zeugnis dafür sind auch einige Straßen, welche noch aus der Zeit der osmanischen Herrschaft stammen.
In der ersten bulgarischen pädagogischen Schule Daskalowniza, die von Iwan Momtschilow, Vater des Architekten Petko Momtschilow 1844 gegründet wurde, ist das Museum der Stadt Elena untergebracht – das Museum der Nationalen Wiedergeburt und der Befreiungskämpfe. Der Uhrturm von 1812, dessen ursprüngliches Uhrwerk immer noch in Gang ist, befindet sich ganz in der Nähe. Das Geburtshaus Ilarion Makariopolskis, ein Bau von 1710 bis 1715, ist ebenfalls zu besichtigen. Das Popnikolow-Haus von 1830 ist wohl das eindrucksvollste Bauwerk in der Stadt, es wurde fast nur aus Holz gestaltet.
Außerdem sind folgende Sehenswürdigkeiten zu besuchen: die fünf Rassukanow-Häuser (18./19. Jahrhundert) unter einem Dach, die Nikola-Kirche (Sweti Nikola) von 1804 und die Kirche Mariae Himmelfahrt (Uspenie Bogoroditschno) von 1837, welche von Meistern aus dem Dorf Bolerzi gebaut wurden. Ausdrucksvolle Holzschnitzereien aus der Schule von Trjawna schmücken beide Gebäude. Ungewöhnlich für die damalige Zeit hat die Marien-Kirche eine eindrucksvolle Größe. Im Geburtshaus des Schriftstellers Petko Ju. Todorow ist die Kunstgalerie untergebracht mit einer reichen Ikonensammlung und Ausstellung zeitgenössischer Malerei.

## Spezialitäten
Berühmt ist das Filet Elena, eine Art luftgetrockneter Schinken, welcher aufgrund der besonders günstigen klimatischen Bedingungen nur in Elena produziert wird. Mittlerweile eine Seltenheit ist Elenska otlezhala Rakija, ein in Fässern gelagerter Pflaumenschnaps.

## In Elena geboren
- Ilarion Makariopolski (1812–1875), Mönch und Kämpfer für eine unabhängige bulgarische Kirche
- Teodor Teodorow (1859–1924), bulgarischer Politiker und Ministerpräsident
- Jurdan Popow (1867–1932), bulgarisch-österreichischer Architekt
- Petko Todorow (1879–1916), Schriftsteller
- Petar Iwanow Slatew (1881–1948), Ministerpräsident von Bulgarien
- Georgi Georgiew-Gez (1926–1996), Schauspieler